# Lee Na-young
Lee Na-young (이나영?, I NayeongLR, I NayŏngMR; Seul, 22 febbraio 1979) è un'attrice sudcoreana.
Ha esordito nel 1998 contemporaneamente come modella pubblicitaria e attrice, ottenendo la notorietà grazie al ruolo di una musicista indie rock nella serie televisiva Ne meotdaero haera (2002). Grazie al suo successo è diventata una delle testimonial più pagate dell'anno, pubblicizzando vari prodotti tra cosmetici, articoli di elettronica, vestiti, cibo e bevande, servizi di telecomunicazione e imprese di costruzione.
Nel 2015 ha sposato il collega Won Bin, con cui ha avuto un figlio quello stesso anno.

## Filmografia

### Cinema
- Eiji (英二?), regia di Mitsuo Kurotsuchi (1999)
- Cheonsamong (천사몽?), regia di Park Hee-joon (2001)
- Who Are U (후 아 유?), regia di Choi Ho (2002)
- Yeong-eo-wanjeonjeongbok (영어완전정복?), regia di Kim Sung-su (2003)
- Dàchéng xiǎoshi (大城小事S), regia di Ye Weixin (2004) – cameo
- Aneun yeoja (아는 여자?), regia di Jang Jin (2004)
- Urideur-ui haengbokhan sigan (우리들의 행복한 시간?), regia di Son Hae-sung (2006)
- Bimong (비몽?), regia di Kim Ki-duk (2008)
- Appaga yeojareul joh-ahae (아빠가 여자를 좋아해?), regia di Lee Gwang-jae (2010)
- Howling (하울링?), regia di Yoo Ha (2012)
- Gekijō-ban SPEC ~Yui~ (劇場版 ＳＰＥＣ～結～?), regia di Yukihiko Tsutsumi (2013)
- Yeoja, namja (여자, 남자?), regia di Kang Jin-ah, Woo Mun-gi e Shin Yeon-sik (2015)
- Beautiful Days (뷰티풀 데이즈?), regia di Yoon Jae-ho (2018)

### Televisione
- Naneun neo-ege mu-eos-i-eoss-eulkka (나는 너에게 무엇이었을까?) – serie TV (1998)
- Namjaset yeojaset (남자셋 여자셋?) – serie TV (1998) – cameo
- Eoneunal gapjagi (어느날 갑자기?) – serie TV (1998) – cameo
- Uriga jeongmal saranghaess-eulkka (우리가 정말 사랑했을까?) – serie TV (1999)
- Queen (퀸?) – serie TV (1999)
- Message (메시지?) – miniserie TV, 2 puntate (1999)
- Mabeob-ui seong (마법의 성?) – serie TV (1999)
- KAIST (카이스트?) – serie TV (1999-2000)
- Meotjin chin-gudeul (멋진 친구들?) – serie TV (2000-2001)
- Ne meotdaero haera (네 멋대로 해라?) – serie TV (2002)
- Ireland (아일랜드?) – serie TV (2004)
- Jibung tturko high kick! (지붕뚫고 하이킥!?) – serie TV (2009-2010)
- Damangja plan B (도망자 플랜 B?) – serie TV (2010)
- Romance Is a Bonus Book (로맨스는 별책부록?, Romaenseuneun byeolchaekburokLR) – serie TV (2019)
- Bak Ha-gyeong yeohaenggi (박하경 여행기?) – serie TV ()

## Riconoscimenti
- Chunsa Film Art Award
  - 2004 – Miglior attrice per Aneun yeoja[10]
- MBC Drama Award
  - 2002 – Premio all'eccellenza, attrice in una miniserie per Ne meotdaero haera[11]
  - 2004 – Premio popolarità attrici per Ireland[12]